# 1000 يوم من سوريا
1000 يوم من سوريا (بالإنجليزية: 1000 Days of Syria)‏ هي لعبة فيديو من نوع التعليم، تاريخ صدورها هو 22 مايو 2014، وهي متوفرة على أجهزة لعبة متصفح. اللعبة من تطوير ميتش سوينسون ، وتدور القصة حول تعرض سوريا لحرب أهلية.

## وصلات خارجية
- 1000 Days of Syria official site
- 1000 Days of Syria official trailer